# クライスラー美術館
クライスラー美術館（クライスラーびじゅつかん）は、ヴァージニア州ノーフォークにある美術館である。

## 沿革
1933年にノーフォーク・ミュージアム・オブ・アーツ・アンド・サイエンシズ (Norfolk Museum of Arts and Sciences) として創設された。1971年に実業家のウィリアム・P・クライスラー・ジュニアが自身のコレクション1万点を寄付し、クライスラー美術館が誕生した。

## 施設
開園時間
博物館は午前10時から午後5時まで開館しています。日曜日を除く毎日 12:00 p.m.午後5時まで。

## コレクション
アメリカやヨーロッパの絵画から中世の彫刻まで幅広いコレクションを有している。その中にはティントレット、パオロ・ヴェロネーゼ、ピーテル・パウル・ルーベンス、ディエゴ・ベラスケス、サルヴァトール・ローザ、ジャン・ロレンツォ・ベルニーニ, ジョン・シングルトン・コプリー、トマス・コール、ウジェーヌ・ドラクロワ、エドゥアール・マネ、ポール・セザンヌ、ギュスターヴ・ドレ、アルバート・ビアスタット, オーギュスト・ロダン、メアリー・カサット、ポール・ゴーギャン、ジョルジュ・ルオー、アンリ・マティス、ジョルジュ・ブラック、エドワード・ホッパー、ジャクソン・ポロック、アンディ・ウォーホル、リチャード・ディーベンコーン、カレン・ラモント、フランツ・クラインが含まれる。